# Hugo Fargues
Hugo Fargues  (* 16. April 1992) ist ein französischer Fußballspieler, der auf der Position des Mittelfeldspielers spielt.

## Karriere
Hugo Fargues spielte in seiner Jugend bei Servette FC Genève. Im Jahr 2011 erhielt er seinen ersten Profivertrag, spielte aber in der ganzen Saison nur ein einziges Spiel. Für die Saison 2012/13 wurde er deshalb an Stade Nyonnais ausgeliehen. Ehe er nach dem Abstieg von Servette FC zurückkam und schon mehr Einsätze bekam. Trotzdem reichte es ihm auch beim zweiten Anlauf in Genf nicht und auf die Saison 2017/18 heuerte er wieder bei Stade Nyonnais an.